# Augustyn Sztefan
Augustyn Sztefan (ukr. Августин Штефан, ur. 1 stycznia 1893 we wsi Poroszkowe pod Pereczynem  – zm. 4 września 1986 w Filadelfii) – ukraiński działacz społeczno-oświatowy na Rusi Zakarpackiej, pedagog, syn Omelana Sztefana.
Studiował teologię w Użhorodzie, następnie ukończył w 1917 filozofię w Budapeszcie. Uczył w seminarium nauczycielskim i gimnazjum realnym w Użhorodzie (1917-1921). Był założycielem i dyrektorem  (1922-1938) Ukraińskiej Akademii Handlowej, przeniesionej do Mukaczewa.
Od września 1938 do marca 1939 był ministrem oświaty Ukrainy Karpackiej, w czasie wojny był ponownie dyrektorem Ukraińskiej Akademii Handlowej ewakuowanej do Bratysławy (1939-1940), i ukraińskiego gimnazjum w Modrżanach koło Pragi (1940-1945), ewakuowanego w 1945 do Augsburga. W latach 1945–1946 nadal był dyrektorem tego gimnazjum.
W 1948 wyemigrował do USA, w latach 1949-1969 był wykładowcą w żeńskiej akademii w Stanford. Od 1969 przebywał na emeryturze w Filadelfii, gdzie zmarł i został pochowany na cmentarzu św. Ducha w Hamptonburgh, Nowy Jork.
W 1944 został współzałożycielem i zastępcą przewodniczącego Wszechukraińskiej Rady Narodowej. W latach 1978–1985 był wicepremierem rząd Ukraińskiej Republiki Ludowej na emigracji.

## Twórczość
- autor szkolnych podręczników matematyki
- współautor pierwszej na Zakarpaciu gramatyki języka ukraińskiego w zapisie fonetycznym (1931)
- "From Carpatho-Ruthenia to Carpatho-Ukraine" (1969)
- "Za prawdę i wolność: wspomnienia z historii Karpackiej Ukrainy (t. 1, 1973; t. 2, 1981)
- "Augustyn Wołoszyn - prezydent Karpackiej Ukrainy" (1977)

## Literatura
- Енциклопедія українознавства, Lwów 1993, t. 10, s. 3896-3897